# SAC-Absicherungsskala
Die SAC-Absicherungsskala ist eine vom SAC (Schweizer Alpen-Club) entwickelte technische Ernsthaftigkeitsskala. Hier wird die Route nach Möglichkeiten der Absicherung, Abstand und Zuverlässigkeit der Haken bewertet. Die psychische Komponente wird nicht bewertet.

## Aufbau der Skala
1. Die Skala gilt für Kletterer, die an der schwierigsten Stelle im obersten Bereich ihrer Möglichkeiten sind.
2. Für die Gesamtbewertung einer Route gilt der tiefste Wert der Hauptkriterien.
3. Im Beschreibungskopf wird bei grösseren Abweichungen innerhalb der Route der Bereich angegeben: „P knapp, 1. Seillänge gut“ oder „P gut bis sehr gut“.
4. Die detaillierten Angaben über das benötigte Material gehören in den Beschreibungskopf.
5. Bei extrem kurzen Hakenabständen soll im Beschreibungskopf der Hinweis „für Kinder geeignet“ erscheinen. Routen von max. 25 m Länge, bei denen vom Boden aus gesichert werden kann, erhalten den Vermerk „Toprope möglich“.
6. Ausser bei „P sehr gut“ (und ev. gut) soll jeweils beigefügt werden, wie gut natürliche Sicherungsmöglichkeiten genützt werden können und woraus sie bestehen (Risse, Zacken, Sanduhren, Bäume).

Beispiel:
| P **, nat: gut, wenige Zacken und genügend Risse für Rocks |

## Hauptkriterien
| Grad            | Stände                                                                                      | Platzierung der Zwischensicherungen | Art der Sicherungspunkte                                                                                |
| --------------- | ------------------------------------------------------------------------------------------- | --- | --- |
| P ****          | Lehrbuchmässig eingerichtet, vernünftige Seillängen                                         | An allen schwierigen und heiklen Stellen optimal abgesichert, durchwegs der Schwierigkeit angepasste Abstände, Gefahr von schweren Stürzen sehr gering | Stände: massiver Ring oder zwei solide Verankerungen Zwischensicherungen: Klebanker oder neue Bohrhaken |
| P *** (ev.+nat) | Alle Stände sind eingerichtet                                                               | An allen schwierigen Stellen gut abgesichert, grösstenteils an die Schwierigkeiten angepasste Abstände                                                 | Neuere Bohrhaken                                                                                        |
| P ** +nat       | An den meisten Ständen ist min. ein Haken vorhanden                                         | Vereinzelte schwierige Passagen nur mässig abgesichert und/oder teilweise recht grosse Hakenabstände, gefährliche Stürze sind möglich                  | Ältere Bohrhaken, Normalhaken, Schlingen                                                                |
| P alpin +nat    | Nur vereinzelte Haken stecken                                                               | Nur wenige Fixpunkte vorhanden | Vorwiegend altes Material                                                                               |
| P 0 +nat        | Nicht ausgerüstet                                                                           | Keine | Keine                                                                                                   |
| P ?             | Fraglich, ungebräuchliche Route. Der Einrichtungsstand lässt sich zurzeit nicht beurteilen. | Fraglich, ungebräuchliche Route. Der Einrichtungsstand lässt sich zurzeit nicht beurteilen.                                                            | Fraglich, ungebräuchliche Route. Der Einrichtungsstand lässt sich zurzeit nicht beurteilen.             |

## Natürliche Sicherungsmöglichkeiten
| Grad          | Anzahl der Möglichkeiten     | Setzen oder Legen der Sicherungen    |
| ------------- | ---------------------------- | ------------------------------------ |
| nat: sehr gut | reichlich vorhanden          | sehr leicht möglich                  |
| nat: gut      | genügend                     | geht in der Regel gut                |
| nat: knapp    | anschnittweise eher spärlich | schwierig, verlangt solide Erfahrung |
| nat: mager    | sehr wenige                  | sehr anspruchsvoll                   |

## Weitere SAC-Skalen
- SAC-Wanderskala
- SAC-Berg- und Hochtourenskala
- SAC-Skitourenskala
- SAC-Schneeschuhtourenskala